# Corona astral

Ejemplo de corona astral.

La corona astral ("astral crown" o "astral coronet" en inglés), es un distintivo reproducido en los emblemas de algunas fuerzas aéreas o la distinción que se otorga a algunos de sus miembros para que la muestren en sus escudos de armas personales. Se compone de un cerco elaborado de oro, adornado con cuatro estrellas (tres en las representaciones que no son en relieve), con un número variable de puntas, elaboradas con el mismo metal o de plata y cada una de ellas sostenida por vuelo elaborado también con oro. 
Fue diseñada para la Real Fuerza Aérea Británica ya que, a diferencia de lo que sucedía con el ejército (de tierra) y la armada que emplean la corona castrense y la corona naval, no existía una corona romana para recompensar a los efectivos de la aeronáutica militar.
Su uso prácticamente se limita al ámbito anglosajón, aunque las fuerzas aéreas de Chile y Portugal la han incorporado en el timbre de sus escudos o emblemas y en los de sus unidades.